# MechWarrior Online
MechWarrior Online — игра из серии компьютерных игр с одноимённым названием MechWarrior. Действие новой игры традиционно разворачивается во вселенной Battletech, время событий на момент бета-тестов и запуска — перед самым вторжением Кланов во Внутреннюю Сферу.
Изначально предполагалось наличие в новой MechWarrior полноценной однопользовательской кампании. В 2011 году концепция игры была изменена, и она превратилась в массовую многопользовательскую онлайн-игру, распространяемую по модели free-to-play.
| Русскоязычные издания | Русскоязычные издания |
| Издание               | Оценка                |
| --------------------- | --------------------- |
| PlayGround.ru         | 7,0/10                |

## Подобные игры — симуляторы мехов
Классическая игра серии MechWarrior, геймплей которой построен на управлении мехом (большим шагающим боевым механическим роботом), а действие происходит в своей вселенной, именуемой Battletech. Самой близкой по времени разработки и выпуска с игрой MechWarrior Online является игра Hawken, которая тоже давала возможность управлять боевыми мехами, но меньшего размера. В отличие от Mechwarrior Online, эта игра отличалась большей динамикой и аркадностью, являясь по сути обычным шутером.

## Сюжет
16 ноября 2011 года в своем блоге разработчики сообщили, что сюжет игры будет начинаться в 3049 году, перед самым вторжением Кланов во Внутреннюю Сферу.

## Мехи
Первоначально в игре было представлено 8 мехов: Jenner, Raven, Hunchback, Centurion, Dragon, Catapult, Awesome, Atlas.

## Разработка
Анонс новой части сериала MechWarrior вызвал неподдельный интерес игрового сообщества. Последнее издание в серии — MechWarrior 4 Compilation — вышло в 2004 году, являлось всего лишь компиляцией всех предыдущих версий MechWarrior 4: Vengeance и с тех пор серия, казалось, прекратила существование — разработка «MechWarrior 5» была прекращена через год после её начала.
8 июля 2009 года анонсом новой части игры и демонстрацией трейлера с видео игрового процесса Piranha Games и Smith & Tinker отметили 25-летие вселенной Battletech. Как было сообщено, разработчики готовят продолжение серии игр ещё с октября 2008 года.
Разработку игры возглавляют два лидера проекта — Jordan Weisman из компании Smith & Tinker (в прошлом создатель вселенной Battletech и основатель FASA Corporation), и Russ Bullock, президент компании Piranha Games.
До 2011 года игра носила рабочее название MechWarrior. На различных новостных сайтах во избежание путаницы её называли «MechWarrior (reboot)» или «MechWarrior (2010)». Сообщалось, что она лишится порядкового номера. В своём интервью сайту IGN.com Джордан Вейсман подтвердил, что франшиза MechWarrior будет перезапущена.
Компания Piranha Games не сумела найти издателя для игры, в результате чего будущее проекта оказалось под угрозой. В 2011 году было принято решение сделать новую MechWarrior массовой многопользовательской онлайн-игрой, распространяемой по модели free-to-play.
В октябре 2011 года в Твиттере был дан старт рекламной кампании игры. 23 октября 2011 года был открыт официальный сайт игры.
22 мая 2012 года был анонсирован старт закрытого бета тестирования.
22 мая стало известно о Founder’s Package, выпущенной американским издателем игры Infinite Game Publishing. Купив одно из изданий, можно получить как игровые бонусы, так и ранний доступ к бета-версии игры с 17 июля. Позже доступ к бете в рамках Founder’s Package был перенесен на 7 августа.
11 октября 2012 года было объявлено, что с 16 октября 2012 года игра переходит в стадию открытого бета тестирования, однако потом начало открытого бета тестирования было перенесено на 29 октября.
Официальный выпуск игры MechWarrior Online состоялся 17 сентября 2013 года.
В декабре 2020 года разработчики объявили о возобновлении поддержки игры. В первой половине 2021 года компания PGI переработала карты Canyon Network, Polar Highlanders и HPG Manifold, а также произвела ребаланс вооружения совместно с группой игроков именуемой The Cauldron. Кроме того были выпущены в продажу два набора мехов: Stryker Booster pack и Warden Booster pack.

## Юридические сложности
3 сентября 2009 года, вскоре после опубликования видео и скриншотов игры на сайте IGN.com, фирма Harmony Gold USA (владелец франшизы Robotech) заявила о нарушении своих прав, после чего видео было убрано с IGN.com. Впервые Harmony Gold USA предъявила претензии FASA в 1996 году, заявив о незаконном использовании в серии MechWarrior дизайна мехов из принадлежащей Harmony Gold USA серии Макросс. В вышеупомянутом видео из новой игры MechWarrior показан мех Warhammer, который имеет внешний вид схожий с Destroid Tomahawk из Макросс, или с Excalibur Destroid из Robotech Series.
В результате мехи Warhammer и Marauder (изначально представлявший собой копию Zentradi Officer’s battle pod из той же серии) были подвергнуты разработчиками полному редизайну и только после этого выпущены в игре.